# Олег Протасов
Олег Протасов (4. фебруар 1964) бивши је украјински фудбалер.

## Каријера
Током каријере играо је за Дњипро, Динамо Кијев, Олимпијакос и многе друге клубове.

## Репрезентација
За репрезентацију Совјетског Савеза дебитовао је 1984. године. Са репрезентацијом Совјетског Савеза наступао је на два Светска првенства (1986. и 1990).

## Статистика
| Совјетски Савез | Совјетски Савез | Совјетски Савез |
| Год.            | Ута.            | Гол.            |
| --------------- | --------------- | --------------- |
| 1984            | 5               | 2               |
| 1985            | 12              | 8               |
| 1986            | 3               | 0               |
| 1987            | 9               | 2               |
| 1988            | 18              | 10              |
| 1989            | 8               | 3               |
| 1990            | 11              | 3               |
| 1991            | 2               | 1               |
| Укупно          | 68              | 29              |
| Украјина        |                 |                 |
| Год.            | Ута.            | Гол.            |
| 1994            | 1               | 0               |
| Укупно          | 1               | 0               |